# احمد امینی
احمد آوند امینی (زادهٔ ۱۳۳۰ تهران) کارگردان و فیلم‌نامه‌نویس و منتقد فیلم ایرانی‌ست. او فارغ‌التحصیل مدرسه عالی سینما و تلویزیون است و مدرک کارشناسی کارگردانی سینما را از دانشکده سینما و تئاتر دانشگاه هنر تهران دریافت کرده‌است. او کار حرفه‌ای در سینما را از دستیاری کارگردان در فیلم دبیرستان ساخته اکبر صادقی آغاز کرده‌است.

## آثار
احمد امینی در فیلم‌های دبیرستان (۱۳۶۵)، صعود (۱۳۶۶)، بچه‌های طلاق (۱۳۶۸) و سفر جادویی (۱۳۶۹) دستیار کارگردان بوده‌است و فیلم‌سازی را با فیلم سایه‌های هجوم (۱۳۷۱) آغاز کرده‌است.

### سینما
| فیلم              | سال  | سمت                     | توضیحات |
| ----------------- | ---- | ----------------------- | ------- |
| بی خداحافظی       | ۱۳۹۰ | کارگردان                |         |
| این زن حرف نمی‌زند | ۱۳۸۱ | کارگردان و فیلم‌نامه‌نویس |         |
| چتری برای دو نفر  | ۱۳۷۹ | کارگردان و فیلم‌نامه‌نویس |         |
| غریبانه           | ۱۳۷۶ | کارگردان و فیلم‌نامه‌نویس |         |
| سایه‌های هجوم      | ۱۳۷۱ | کارگردان و فیلم‌نامه‌نویس |         |

### تلویزیون
امینی علاوه بر چند تله‌فیلم (فرزند، تصادف "هر دو در ۱۳۷۸"، خانه‌ای در غبار در سال ۱۳۸۸)، دو مینی‌سریال به نام‌های «بیگانه‌ای میان ما ۱۳۸۳» و «روز ایبریت»، و چند مجموعهٔ تلویزیونی بلند را نیز کارگردانی کرده‌است.
| مجموعهٔ تلویزیونی             | سال  | توضیحات |
| ---------------------------- | ---- | --- |
| تصویر یک رؤیا                | ۱۳۷۵ | |
| روز ایپریت                   | ۱۳۷۸ | مینی‌سریال ۵ قسمتی با بازی مجید مظفری، الهام پاوه‌نژاد، اسماعیل شنگله، پرویز پورحسینی، مهرانه مهین‌ترابی، رضا توکلی |
| بیگانه‌ای در میان ما          | ۱۳۸۱ | مینی‌سریال ۵ قسمتی با بازی آتنه فقیه‌نصیری، محمد حاتمی، ستاره اسکندری، رامبد شکرآبی                                |
| باران عشق                    | ۱۳۸۲ | کارگردانی مشترک به همراه فریدون حسن‌پور                                                                           |
| اولین شب آرامش               | ۱۳۸۴ | |
| بی‌گناهان                     | ۱۳۸۷ | |
| داوران                       | ۱۳۹۱ | |
| ماه و پلنگ                   | ۱۳۹۵ | |
| بیگانه‌ای با من است (فصل اول) | ۱۳۹۸ | کارگردانی مشترک به همراه آرش معیریان                                                                             |